# The Glass Wall
The Glass Wall is een  Amerikaanse dramafilm uit 1953 onder regie van Maxwell Shane. Hij won met deze film de Gouden Luipaard op het filmfestival van Locarno.

## Verhaal
Na de Tweede Wereldoorlog emigreert de Hongaar Peter Kaban naar de Verenigde Staten. Wanneer hij geen asiel krijgt in New York, slaat hij liever op de vlucht dan te accepteren dat hij wordt uitgewezen.

## Rolverdeling
| Acteur           | Personage         |
| ---------------- | ----------------- |
| Vittorio Gassman | Peter Kaban       |
| Gloria Grahame   | Maggie Summers    |
| Ann Robinson     | Nancy             |
| Douglas Spencer  | Inspecteur Bailey |
| Robin Raymond    | Tanya             |
| Jerry Paris      | Tom               |
| Elizabeth Slifer | Mevrouw Hinckley  |
| Richard Reeves   | Eddie Hinckley    |
| Joe Turkel       | Freddie Zakoyla   |
| Else Neft        | Mevrouw Zakoyla   |
| Michael Fox      | Inspecteur Toomey |
| Nesdon Booth     | Monroe            |
| Kathleen Freeman | Zelda             |
| Juney Ellis      | Vriendin          |
| Jack Teagarden   | Muzikant          |